# Ohebach (Efze)
Der Ohebach (landläufig auch: die Ohe) ist ein 21,6 km langer, südwestlicher und orographisch linker Zufluss der Efze im Schwalm-Eder-Kreis in Hessen (Deutschland).

## Verlauf
Der Ohebach entspringt im Nordteil des Knüllgebirges nahe der Ostgrenze der Gemeinde Frielendorf. Seine Quelle liegt zwischen Steindorf (zu Homberg) im Nordosten, Hergetsfeld (zu Knüllwald) im Südosten, Großropperhausen (zu Frielendorf) im Südwesten und Leuderode (zu Frielendorf) im Nordwesten. Sie befindet sich südwestlich vom Ochsenkopf (483 m ü. NHN), einem Nordausläufer des Silberbergs (524,2 m), der ein solcher des Hilpertshains (ca. 536 m) ist. In landwirtschaftlich genutztem Gebiet liegt sie auf 483 m Höhe.
Anfangs fließt der Ohebach in Frielendorfer Gebiet in südwestlicher Richtung vorbei an den rechtsseitigen Bergen und Bergspornen Schlossersberg, Beisiegel und Sterkelsberg und an den linksseits befindlichen Bergen Hilpertshain und Bilsteinkopf nach Großropperhausen. Nach Durchfließen des Dorfs verläuft er windungsreich und zumeist nordwestwärts vorbei am Belzberg, Ringsberg und Lerchenberg und dabei durch das Naturschutzgebiet Ohetal bei Großropperhausen (NSG-Nr. 318909), das 1998 ausgewiesen wurde und 65 ha groß ist. Hiernach passiert er in überwiegend nordwestlicher Richtung den am Berg Spieskappel gelegenen Weiler Schachtenbach, wo rechtsseits der Schachtenbach einmündet, und kurz darauf nach Einmünden des Warmbachs den Weiler Ebersdorf; beide gehören zu Frielendorf.
Anschließend durchfließt der Ohebach in nördlicher Richtung das Dorf Spieskappel (zu Frielendorf) und dann den Frielendorfer Kernort, wo am nördlichen Dorfrand der von Südwesten kommende Grom-Bach einmündet. Danach verläuft er zwischen den abseits des Bachs gelegenen Dörfern Welcherod und Allendorf nordostwärts nach und durch Verna; sie alle gehören zu Frielendorf.
Dann fließt der Ohebach in das Gemeindegebiet von Homberg ein, wo er nach rechtsseitigem Einmünden des Niederbachs das Dorf Lützelwig passiert. Dann mündet, ebenfalls rechtsseitig, der Rinnebach ein, wonach der Bach nordwärts durch das Homberger Dorf Caßdorf verläuft.
Nach dem Durchfließen von Caßdorf mündet der Ohebach nahe der Untersten Mühle auf etwa 187 m Höhe, nach Überwindung von 288 m Höhenunterschied, in den dort von Südosten kommenden Schwalm-Zufluss Efze.

## Einzugsgebiet und Zuflüsse
Das Einzugsgebiet des Ohebachs umfasst 103,427 km². Zu seinen Zuflüssen gehören mit orographischer Zuordnung (l = linksseitig, r = rechtsseitig), Gewässerlänge und Mündungsort mit Ohebachkilometer (bachabwärts betrachtet):
- Bach vom Gut Kämmershagen (l; 1,8 km), oberhalb Großropperhausen (nahe km 18,55)
- Schachtenbach (r; 2,8 km), bei Schachtenbach (bei km 13,25)
- Warmbach (l; 1,2 km), oberhalb Ebersdorf (bei km 11,85)
- Grom-Bach (l; 4,65 km), in Frielendorf (nahe km 8,8)
- Niederbach (r; 6,9 km), oberhalb Lützelwig (nahe km 3,35)
- Rinnebach (r; 15,8 km), unterhalb Lützelwig (nahe km 1,8)